# Grand Mound (Washington)
Grand Mound az Amerikai Egyesült Államok északnyugati részén, Washington állam Thurston megyéjében elhelyezkedő statisztikai település. A 2010. évi népszámlálási adatok alapján 2981 lakosa van.
A temetőben álló emlékmű az 1855–56-ban zajló Puget Sound-i csatában emelt Fort Henness helyét jelöli.

## Történet
A települést 1851-ben alapították, 1854-ben pedig postakocsi-megállóhelyet létesítettek itt. A Washingtoni Állami Lányiskola (más néven Állami Lányképző Iskola) 1914-ben nyílt meg; az intézmény 1959-ben felvette a Maple Lane nevet, 2011-ben pedig bezárt.
Az 1920-as években egy eperfeldolgozó nyílt, azonban a gazdasági válság miatt az üzemet bezárták, valamint a vasútállomás is megszűnt. 1914-ben a lakosságszám 200 fő volt; ekkor egy postahivatal, egy üzlet és egy benzinkút működött itt. A tűzoltósági feladatokért 1964 óta a Grand Mound Fire District felelt, amely 2002-ben beolvadt a Thurston County Fire Districtbe, később pedig a West Thurston Regional Fire Authoritybe. A településen 1990 óta végeznek népszámlálást. 2007-ben megnyílt az új tűzoltóállomás, 2008 márciusában pedig a Chehalis törzs tulajdonában álló Great Wolf üdülő.

## Népesség
A település népességének változása:
| Lakosok száma | 1394 | 1948 | 2981 | 3301 |
|               | 1990 | 2000 | 2010 | 2020 |

## Fordítás
- Ez a szócikk részben vagy egészben  a   Grand Mound, Washington című angol Wikipédia-szócikk ezen változatának fordításán alapul.  Az eredeti cikk szerkesztőit annak laptörténete sorolja fel. Ez a jelzés csupán a megfogalmazás eredetét és a szerzői jogokat jelzi, nem szolgál a cikkben szereplő információk forrásmegjelöléseként.